# 밀리 브래디
밀리 브래디(Millie Brady, 1993년 12월 24일 ~ )는 잉글랜드의 배우이다.

## 작품 목록
- 레전드 (2015)
- 오만과 편견 그리고 좀비 (2016)
- 킹 아서: 제왕의 검 (2017)
- 틴 스피릿 (2018)